# Калеваче
Калеваче (итал. Calevace) је насеље у Италији у округу Ређо ди Калабрија, региону Калабрија.
Према процени из 2011. у насељу је живело 45 становника. Насеље се налази на надморској висини од 111 м.